# Evi Maltagliati
Evi Maltagliati, nome completo Evelina (Firenze, 11 luglio 1908 – Roma, 27 aprile 1986), è stata un'attrice italiana.

## Biografia

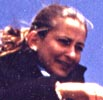
Immagine giovanile di Evi Maltagliati

Debuttò sul palcoscenico appena quindicenne nella compagnia di Dina Galli. Dotata di forte temperamento drammatico, si segnalò altresì per il suo eclettismo e lavorò con i più grandi nomi del teatro: da Maria Melato a Max Reinhardt, che le affidò nel 1933 il ruolo di Titania nel suo Sogno di una notte di mezza estate con Carlo Lombardi, Cele Abba, Giovanni Cimara, Nerio Bernardi, Rina Morelli, Sarah Ferrati, Cesare Bettarini, Armando Migliari, Ruggero Lupi, Luigi Almirante, Giuseppe Pierozzi, Memo Benassi ed Eva Magni al Giardino di Boboli a Firenze.
Lavorò con Gino Cervi, Sergio Tofano, Carlo Ninchi e allestì una compagnia di giovani talenti: Vittorio Gassman, Tino Buazzelli e Nino Manfredi. Recitò spesso per il cinema e poi anche per la televisione, interpretando diversi sceneggiati televisivi (fra cui Il romanzo di un giovane povero del 1957 o La figlia del capitano, andato in onda nel 1965). Fu attiva anche come doppiatrice.

## Vita privata
Era sposata con il collega Eugenio Cappabianca da cui ebbe una figlia, Grazia Cappabianca (1929-2007), attrice come i genitori.

## Filmografia

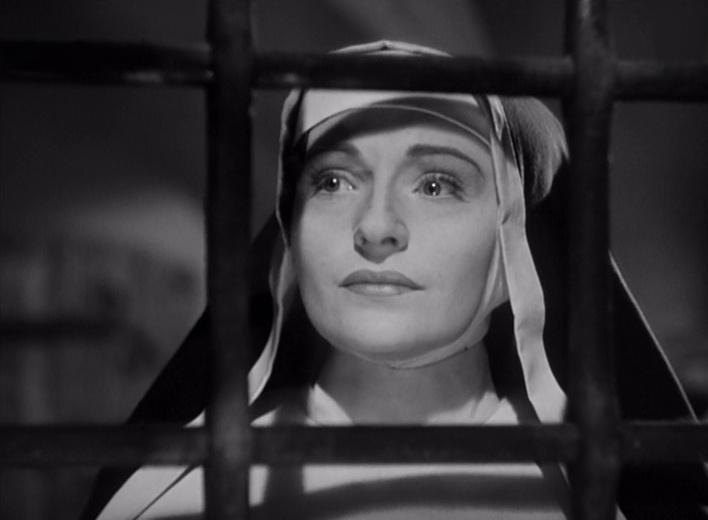
Evi Maltagliati interpreta la monaca di Monza nel film I promessi sposi (1941) di Mario Camerini

- La fanciulla dell'altro mondo, regia di Gennaro Righelli (1934)
- Aldebaran, regia di Alessandro Blasetti (1935)
- I due sergenti, regia di Enrico Guazzoni (1936)
- Jeanne Doré, regia di Mario Bonnard (1938)
- Inventiamo l'amore, regia di Camillo Mastrocinque (1938)
- Io, suo padre, regia di Mario Bonnard (1939)
- Il socio invisibile, regia di  Roberto Roberti (1939)
- Scandalo per bene, regia di Esodo Pratelli e Silvano Balboni (1940)
- Piccolo re, regia di Redo Romagnoli (1940)
- I promessi sposi, regia di Mario Camerini (1941)
- Sissignora, regia di Ferdinando Maria Poggioli (1942)
- Il nemico, regia di Guglielmo Giannini (1942)
- Monte Miracolo, regia di Luis Trenker (1942)
- Quartieri alti, regia di Mario Soldati (1943)
- Fiamme sul mare, regia di Vittorio Cottafavi (1947)
- Daniele Cortis, regia di Mario Soldati (1947)
- La sepolta viva, regia di Guido Brignone (1949)
- La voce del sangue, regia di Pino Mercanti (1952)
- Noi peccatori, regia di Guido Brignone (1952)
- I vinti, regia di Michelangelo Antonioni (1953)
- Ultima illusione, regia di Vittorio Duse (1954)
- Ulisse, regia di Mario Camerini (1955)
- Donne sole, regia di Vittorio Sala (1955)
- Ricordo la mamma, regia di Anton Giulio Majano (1957)
- Il padrone delle ferriere, regia di Anton Giulio Majano (1959)
- Sergente d'ispezione, regia di Roberto Savarese (1959)
- Madri pericolose, regia di Domenico Paolella (1959)
- Le rispettabili signorine Arbuckle, regia di Alberto Gagliardelli (1959)[3]
- Il peccato degli anni verdi, regia di Leopoldo Trieste (1960)
- La tragica notte di Assisi, regia di Raffaello Pacini (1960)
- Solimano il conquistatore, regia di Mario Tota (1961)
- Lo scorpione (Le Scorpion), regia di Serge Hanin (1962)
- La monaca di Monza, regia di Carmine Gallone (1962)
- Venere imperiale, regia di Jean Delannoy (1963)
- L'incendio di Roma, regia di Guido Malatesta (1965)
- Il processo di Santa Teresa del Bambino Gesù, regia di Vittorio Cottafavi (1967)
- La notte pazza del conigliaccio, regia di Alfredo Angeli (1967)
- Il padre di famiglia, regia di Nanni Loy (1968)
- Infanzia, vocazione e prime esperienze di Giacomo Casanova, veneziano, regia di Luigi Comencini (1969)
- Comma 22, regia di Mike Nichols (1970)
- Roma bene, regia di Carlo Lizzani (1971)
- Questa specie d'amore, regia di Alberto Bevilacqua (1972)
- L'affare Dominici, regia di Claude Bernard Aubert (1973)

### Doppiatrici
- Giovanna Scotto in La sepolta viva
- Lydia Simoneschi in Venere imperiale

## Doppiaggio

Evi Maltagliati con Luigi Cimara e Ernesto Calindri in Come tu mi vuoi di Pirandello negli studi radio EIAR nel 1941

- Elissa Landi in Il segno della croce
- Deborah Kerr in Narciso nero
- Bette Davis nel doppiaggio originale di Piccole volpi (1948)

Televisione e soap opera
- Maria Isabel De Lizandra in Dona Beija.

## Prosa radiofonica Rai
- Mio figlio ha un grande avvenire, radiodramma di Alberto Casella, trasmessa il 7 agosto 1952.
- L'aquila a due teste, tre atti di Jean Cocteau, regia di Guglielmo Morandi, trasmessa il 19 ottobre 1953.
- L'ultima stanza, di Graham Greene, regia di Orazio Costa, trasmessa il 16 giugno 1963.

## Prosa televisiva Rai

Evi Maltagliati con Paolo Carlini nel Il romanzo di un giovane povero (1957)

- Il romanzo di un giovane povero (1957)
- A casa per le sette, di Robert C. Sheriff, regia di Silverio Blasi, trasmessa il 26 luglio 1957
- La nemica, commedia di Dario Niccodemi, regia di Silverio Blasi (1957)
- Umiliati e offesi di Vittorio Cottafavi (1958)
- Le avventure di Nicola Nickleby, regia di Daniele D'Anza (1958)
- Ragazze in vetrina, episodio di Aprite: polizia! (1958) - miniserie TV
- Miss Mabel, regia di Sandro Bolchi, trasmessa il 9 ottobre 1959.
- Regia in famiglia, regia di Marcello Saltarelli, trasmessa il 18 ottobre 1961.
- L'uomo, commedia di Mell Dinelli, regia di Vittorio Cottafavi, trasmessa il 10 giugno 1964
- L'affare Picpus, episodio de Le inchieste del commissario Maigret (1965)
- La figlia del capitano, regia di Leonardo Cortese (1965)
- Charlov e le figlie, da Ivan Turgenev, regia di Giandomenico Giagni, 11 marzo 1966.
- L'Ippocampo di Sergio Pugliese, regia di Franco Enriquez, trasmessa il 2 dicembre 1966.
- Vita di Cavour, regia di Piero Schivazappa (1967)
- I Buddenbrook (1971)
- Rosmersholm, di Henrik Ibsen, regia di Vittorio Cottafavi, 7 luglio 1972.